# Dorpenomloop Rucphen 2025
De 48e editie van de wielerwedstrijd Dorpenomloop Rucphen vond plaats op 9 maart 2025. De wedstrijd startte en finishte in Rucphen en was 180,5 kilometer lang. De wedstrijd maakte deel uit van de UCI Europe Tour, met de categorie 1.2. Milan De Ceuster won de wedstrijd door Jonas Goeman en Luke Verburg voor te blijven.

## Uitslag
| Plaats  | Naam               | Ploeg                               | Tijd     |
| ------- | ------------------ | ----------------------------------- | -------- |
| Winnaar | Milan De Ceuster   | Lotto Development Team              | 3u45'15" |
| 2       | Jonas Goeman       | Tarteletto-Isorex                   | z.t.     |
| 3       | Luke Verburg       | Parkhotel Valkenburg                | z.t.     |
| 4       | Silas Köch         | Team Lotto Kern-Haus PSD Bank       | z.t.     |
| 5       | Julian Vergouw     | Metec-SOLARWATT p/b Mantel          | z.t.     |
| 6       | Harry Tanfield     | Hubo-Scott CT                       | z.t.     |
| 7       | Ryan Gal           | Dev. Team Picnic PostNL             | z.t.     |
| 8       | Tim Marsman        | VolkerWessels Cycling Team          | z.t.     |
| 9       | Jan Kino           | Atom 6 Bikes-Decca Continental Team | z.t.     |
| 10      | Jost van de Streek | GRC Jan van Arckel                  | z.t.     |